# Towarzystwo Przyjaciół Ziemi Kutnowskiej

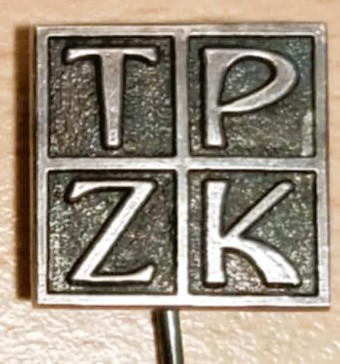
Przypinka Towarzystwa Przyjaciół Ziemi Kutnowskiej

Towarzystwo Przyjaciół Ziemi Kutnowskiej (TPZK) – stowarzyszenie społeczno-regionalne założone w 1972 r. w Kutnie.

## Historia
TPZK zostało zorganizowane w 1972 roku staraniem miejscowej inteligencji. Stało się kontynuatorem działań wcześniej istniejącego w Kutnie ruchu społecznego, realizującego idee regionalizmu poprzez Polskie Towarzystwo Krajoznawcze, powołane w 1911 i Towarzystwo Przyjaciół Kutna, utworzone w 1937, którego działalność przerwała II wojna światowa i okupacja niemiecka. W warunkach politycznych Polski Ludowej, po 1945, długo nie było możliwe reaktywowanie stowarzyszenia regionalnego o podobnym charakterze.
Pierwsze założycielskie zebranie Towarzystwa Przyjaciół Ziemi Kutnowskiej, z udziałem 34 osób i pod przewodnictwem Jana Marciniaka, odbyło się 21 stycznia 1972 w Miejskiej Bibliotece Publicznej, stanowiącej siedzibę TPZK przez następne dziesięć lat. Wyłoniono wówczas Komitet Organizacyjny, przekształcony trzy miesiące później w zarząd, po zatwierdzeniu statutu 21 kwietnia 1972 r. i wpisaniu Towarzystwa do rejestru stowarzyszeń województwa łódzkiego. Skład zarządu stanowili: Stefan Talikowski, adwokat – przewodniczący, Adam Bednarek, pedagog i reprezentant władz oświatowych powiatu – wiceprzewodniczący, Jan Marciniak, dyrektor Biblioteki – sekretarz oraz członkowie – Grażyna Kin-Rzymkowska (wówczas Majewska), dyrektor Muzeum w Oporowie, Urszula Macher, prawnik Władysław Karczewski, przedstawiciel władz kultury powiatu, Jadwiga Brodowicz. Ponadto aktywnie uczestniczyli w pracach organizacyjnych: Jan Sawicki, redaktor „Wiadomości Kutnowskich”, pedagodzy – Henryk Lesiak, Maria Bednarek, Zofia Marcinkiewicz, Wiesława Rybczyńska, Jan Pychyński, dyrektor Szkoły Muzycznej, artyści plastycy – Krystyna Brzozowska i Stanisław Kurman, Janusz Krzemiński, prezes Kutnowskiego Oddziału PTTK, Mariusz Wieczorkowski, przewodniczący Kutnowskiej Komisji Opieki nad Zabytkami przy PTTK, Stefan Pawlak, kolekcjoner pamiątek kutnowskich, Franciszka Gondek, kierownik Świetlicy Międzyspółdzielnianej, Jadwiga Pukaczewska z „Argedu”.

## Cele i działalność
Statut Towarzystwa wyznaczył główne cele jego działalności, obejmujące ochronę oraz popularyzację dziedzictwa kulturowego materialnego i duchowego powiatu kutnowskiego, a także włączanie się we wszelkie inicjatywy służące wszechstronnemu rozwojowi regionu. Nowo utworzone stowarzyszenie regionalne z latami rosło liczebnie i intensyfikowało swoją działalność, mimo doświadczanych trudności oraz często w przeszłości braku wsparcia ze strony lokalnych władz. Rozszerzyło też zakres swoich wpływów na teren powiatu, tworząc trzy oddziały – w Krośniewicach w 1995, Bedlnie w 1999, w Krzyżanowie w 1999.
Działalność statutowa finansowana jest ze składek członkowskich, dotacji samorządowych miasta Kutna i powiatu oraz z dochodów z darowizn i umów sponsorskich na reklamę, zbiórek pieniężnych, sprzedaży wydawnictw regionalnych.
Kadrę starych działaczy-regionalistów stopniowo zastępowała młodsza generacja kutnian, zasiadająca w wielokrotnie zmieniających się składach zarządów, którymi kierowali kolejno prezesi: Stefan Talikowski, adwokat, kolekcjoner dzieł sztuki (1972–1980), Henryk Lesiak, pedagog, dyrektor Biblioteki Miejskiej (1980–1989), od 1989 Andrzej Urbaniak, historyk, dyrektor Muzeum Regionalnego w Kutnie i Muzeum w Krośniewicach. Zarząd kadencji wybrany na lata 2004–2008 działał w składzie: Andrzej Urbaniak – prezes, Mirosława Kowalczyk – wiceprezes, Marek Wójkowski – wiceprezes, Krystyna Prośniewska – skarbnik, Maria Wierzbicka – sekretarz oraz członkowie – Mariola Baranowska, Marianna Cięgowska, Andrzej Czajkowski, Andrzej Latos.
W 1984 TPZK pozyskało nową siedzibę w zabytkowym dworku modrzewiowym z 1. poł. XIX w. przy ul. G. Narutowicza 20. Mieści on biuro organizacyjne, salę posiedzeń zarządu, salę odczytową, galerię malarzy nieprofesjonalnych, bibliotekę i punkt sprzedaży wydawnictw regionalnych. W przeszłości funkcjonowała w nim również galeria i pracownia rzeźby ludowej, otwarta w 1981.
Do dorobku Towarzystwa należą badania naukowe poświęcone historii Kutna i powiatu kutnowskiego oraz czasom współczesnym, prowadzone przez członków Towarzystwa i naukowców ze środowisk uniwersyteckich. Ich rezultatem są publikacje drukowane własnym kosztem, przy wsparciu finansowym władz miasta i powiatu oraz sponsorów. Najważniejsze z nich to: monografia Kutna, wydana w 1984, obecnie w przygotowaniu II wydanie, 17 książek – prac monograficznych, redagowanie i druk dwutygodnika „Głos Kutnowski”' w latach 1987–1989, a od 1997 druk rocznika „Kutnowskie Zeszyty Regionalne” z artykułami naukowymi i popularnonaukowymi, upowszechniającymi dawne dzieje i teraźniejszość ziemi kutnowskiej.
Obok wydawnictw, krajowy zasięg ma akcja bicia medali pamiątkowych obejmująca dwie serie – Generalską oraz Ludzie i wydarzenia Ziemi Kutnowskiej, trwająca od 1981 r. Wyemitowano dotąd 29 medali, które zaprojektowali polscy artyści medalierzy: Ewa Olszewska-Borys, Stanisława Wątróbska-Frindt, Grzegorz Kowalski, Jerzy i Krystian Jarnuszkiewicz, Robert Kotowicz. Towarzystwo podjęło się także organizacji Muzeum Regionalnego, powołanego w 1981 i Archiwum Miejskiego. Zainicjowało w 1994 roku doroczne obchody Dni Kutna oraz w 1998 roku Dni Towarzystwa Przyjaciół Ziemi Kutnowskiej i Kutnowskie Spotkania Kolekcjonerskie, a obecnie organizuje Uniwersytet Trzeciego Wieku, wspólnie z władzami miasta i powiatu i Akademią Nauk Stosowanych Gospodarki Krajowej.
Staraniem działaczy TPZK zostały ufundowane na terenie Kutna i powiatu kutnowskiego tablice upamiętniające miejsca ważnych wydarzeń historycznych i ludzi z nimi związanych. Poświęcone są one powstaniu styczniowemu (1983), 37 Łęczyckiemu Pułkowi Piechoty im. ks. Józefa Poniatowskiego (1983), Katyńczykom ziemi kutnowskiej (1990, 1993), kutnowskiej synagodze zniszczonej w 1941 przez Niemców (1992), zagładzie kutnowskich Żydów, prof. Bronisławowi Oyrzanowskiemu (1998), dr Antoniemu Troczewskiemu (1998), prof. Jerzemu Grochowskiemu w Ostrowach (1999) i 100-leciu powstania Stacji Doświadczalno-Rolniczej w Gołębiewie (1999). Tablicami uczczono także pamięć kutnian pochowanych na zniszczonym cmentarzu żydowskim i cmentarzu ewangelicko-augsburskim oraz żołnierzy z bitwy nad Bzurą w 1939 r. pochowanych w Kutnie. Stałą opieką otoczono zabytkowe groby na starym cmentarzu rzymskokatolickim, sukcesywnie poddając renowacji niszczejące nagrobki, finansowanej ze zbiórek pieniężnych w czasie święta Wszystkich Świętych. Obecnie TPZK uczestniczy w projektach budowy dwóch pomników – generała Władysława Andersa w Krośniewicach i marszałka Józefa Piłsudskiego w Kutnie.
Towarzystwo od wielu lat współpracuje z placówkami kultury, szkołami, stowarzyszeniami kultury, kombatantami, samorządami lokalnymi, organizując wspólnie sesje naukowe i popularnonaukowe, odczyty, wystawy historyczne i artystyczne, konkursy, koncerty, imprezy turystyczno-krajoznawcze, wycieczki po kraju i zagranicę, rajdy młodzieżowe piesze oraz rowerowe po ziemi kutnowskiej. Patronuje też ruchowi kolekcjonerskiemu szeroko rozwiniętemu wśród członków TPZK. Spotkania i wystawy kolekcjonerów w szkołach służą popularyzacji historii, także lokalnej i uświadamianiu konieczności ochrony jej materialnych świadectw. W dokonaniach TPZK poważny wkład w ostatnim dziesięcioleciu mają aktywnie działające oddziały w Bedlnie, Krośniewicach i Krzyżanowie. Kolejne zarządy kutnowskiego TPZK utrzymują bliskie kontakty z towarzystwami regionalnymi w sąsiednich powiatach oraz z Radą Krajową Regionalnych Towarzystw Kultury, w której władzach zasiadał prezes Andrzej Urbaniak.
Towarzystwo Przyjaciół Ziemi Kutnowskiej znalazło się w Encyklopedii Powszechnej PWN, wydanej w 1995 i w Słowniku Miast Polskich w 1999. Ponadto TPZK w 1985 otrzymało Dyplom Ministra Kultury i Sztuki, w 1986 znalazło się w „złotej dziesiątce” w konkursie na najlepsze towarzystwo regionalne w kraju, w 1987 uhonorowano je Nagrodą Wojewody Płockiego, w 1997 Listami gratulacyjnymi Marszałka Sejmu i Marszałka Senatu, w 2003 Nagrodą Starosty Kutnowskiego.
W lutym 2015 roku Zarząd Towarzystwa Przyjaciół Ziemi Kutnowskiej utworzył Ośrodek Dokumentacji i Badań Ziemi Kutnowskiej przy TPZK.